# Indumentum
In de plantkunde verwijst de term indumentum of beharing naar het totaal van alle haren op een plant of een deel van een plant. De term gaat terug op het Latijnse woord "indumentum" voor "kleding" en werd in 1800 in de plantkunde geïntroduceerd door Johann Karl Wilhelm Illiger in zijn Versuch einer systematischen vollständigen Terminologie für das Thierreich und Pflanzenreich.

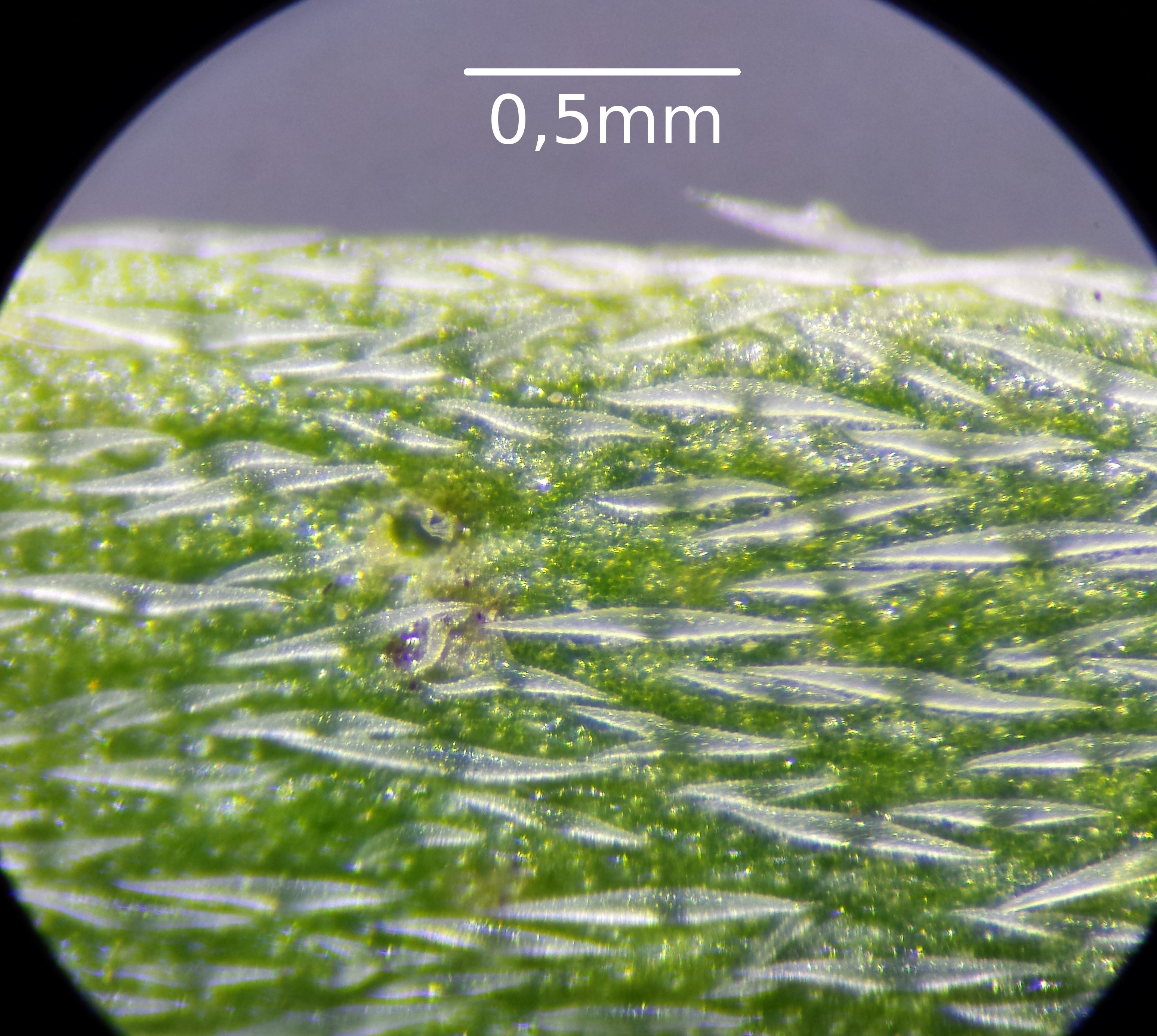
Kompasnaaldharen op Erysimum diffusum
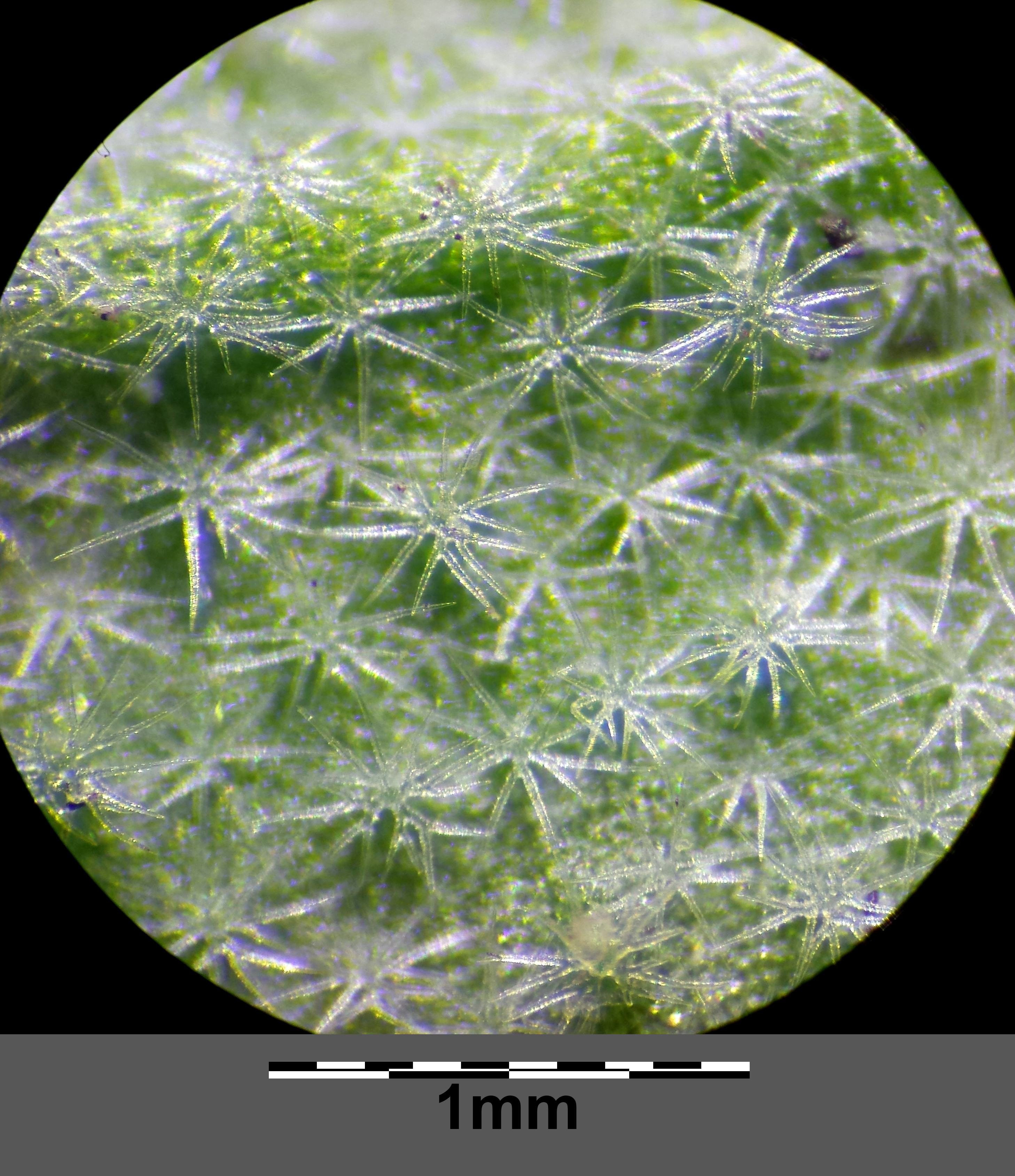
Sterharen op bleek schildzaad
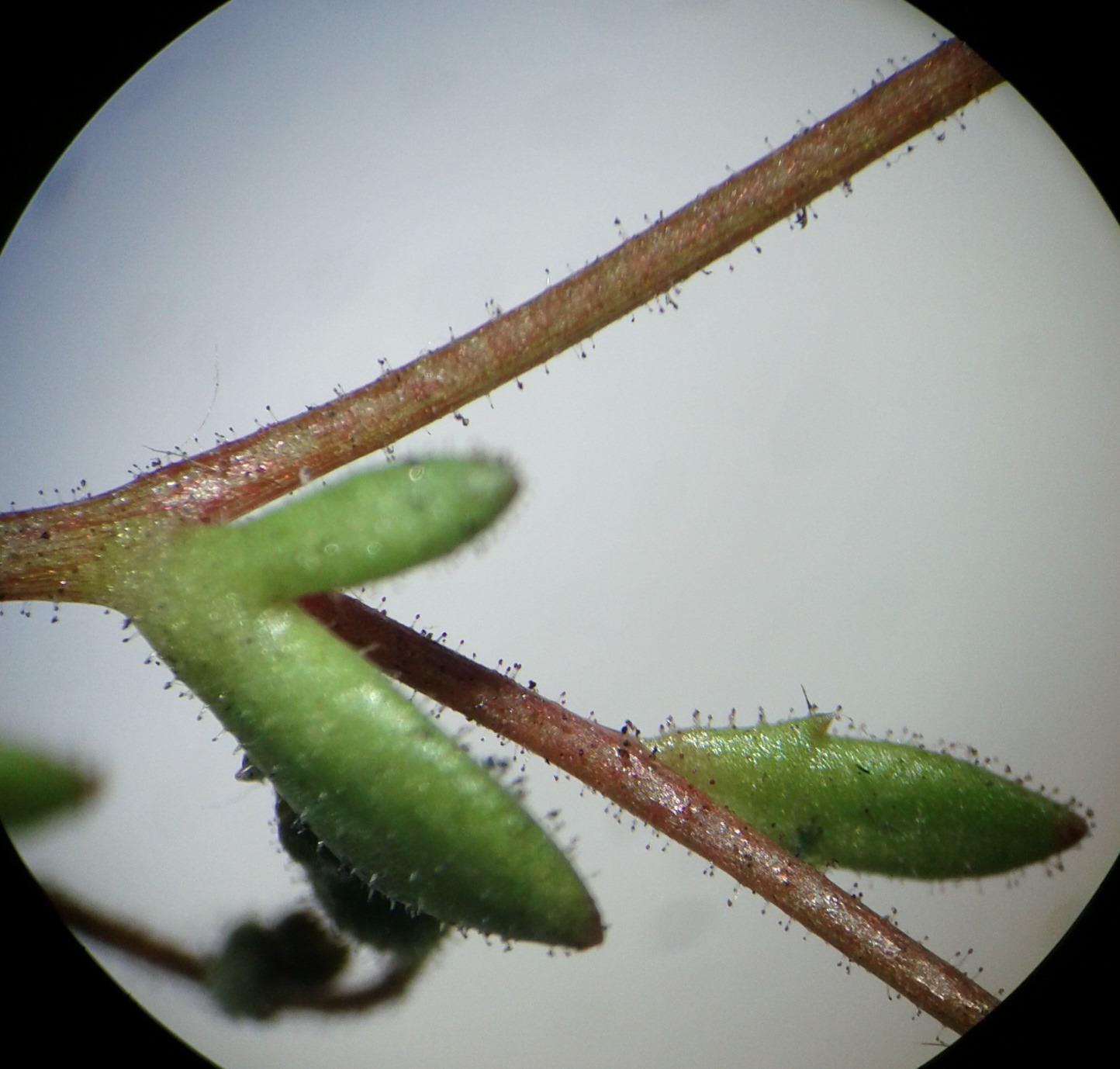
Klierharen op kandelaartje
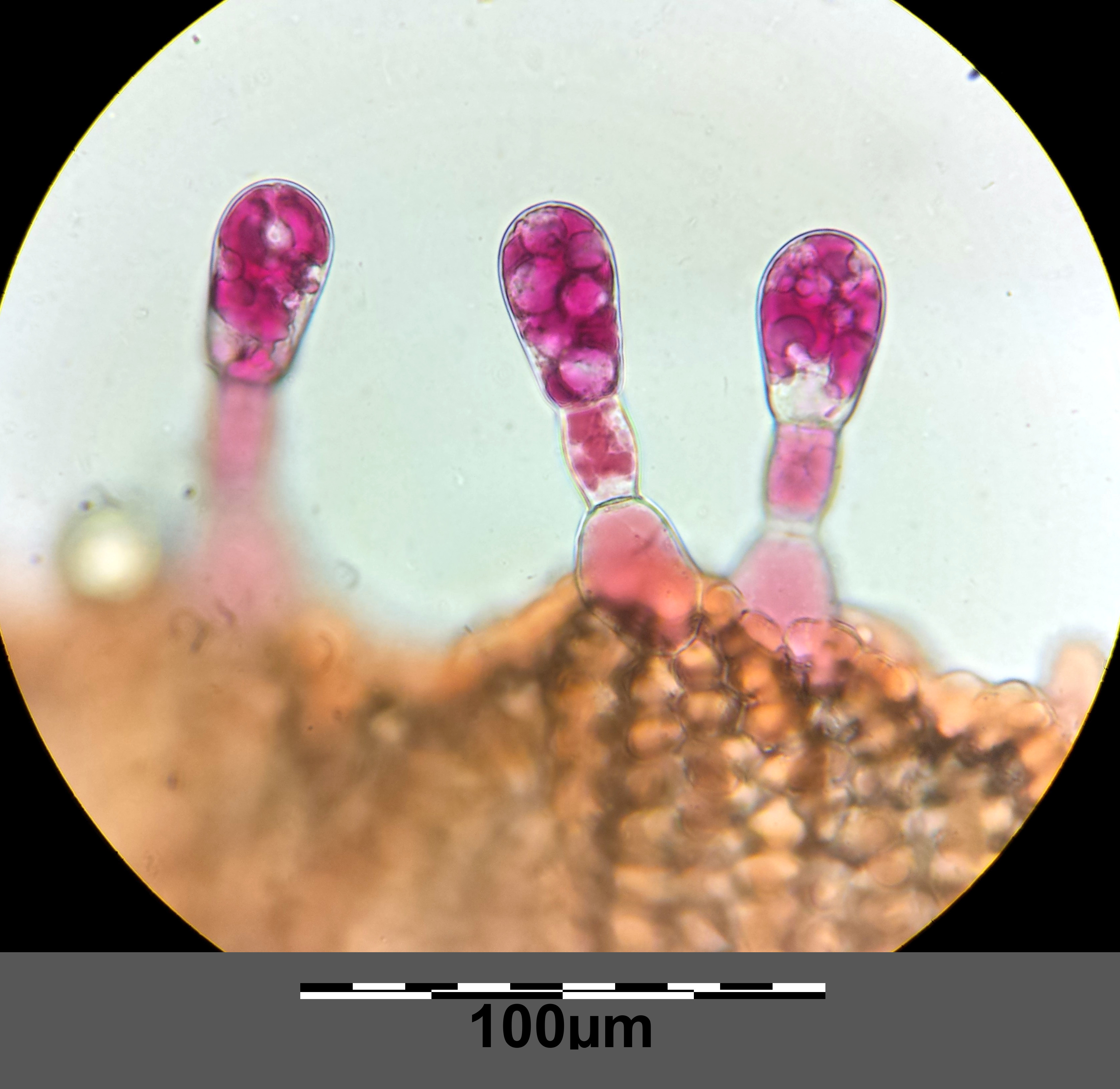
Klierharen op blad van rood guichelheil